# 紀元前784年
紀元前784年（きげんぜん784ねん）は、西暦による年。

## 他の紀年法
- 干支 : 丁巳
- 中国
  - 周 - 宣王44年
  - 魯 - 孝公23年
  - 斉 - 荘公贖11年
  - 晋 - 殤叔元年
  - 秦 - 荘公38年
  - 楚 - 若敖7年
  - 宋 - 戴公16年
  - 衛 - 武公29年
  - 陳 - 武公12年
  - 蔡 - 釐侯26年
  - 曹 - 恵伯12年
  - 鄭 - 桓公23年
  - 燕 - 頃侯7年
- 朝鮮
  - 檀紀1550年
- ユダヤ暦 : 2977年 - 2978年